# Craterul Steinheim
Craterul Steinheim este un crater de impact meteoritic în Steinheim am Albuch, Heidenheim County, Baden-Württemberg, Germania. 

## Date generale
Craterul este situat la capătul de nord-est al Schwäbische Alb în apropiere de craterul Nördlinger Ries care este mult mai mare (24 km diametru).
Acesta are 3,8 km în diametru și are vârsta estimată la 15 ± 1 milioane ani (Miocen). Craterul este expus la suprafață.

## Craterul Steinheim azi

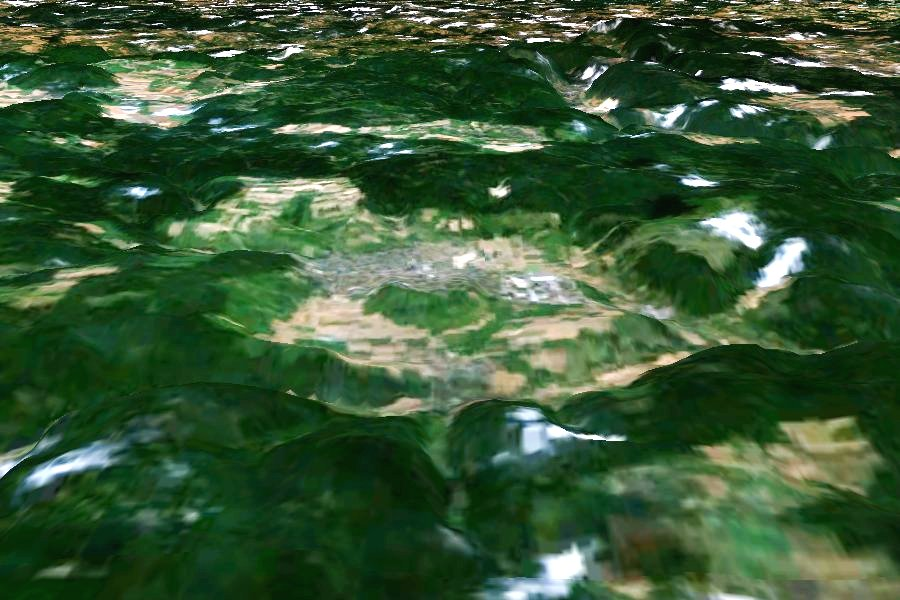
Craterul Steinheim